# Duitsland 3

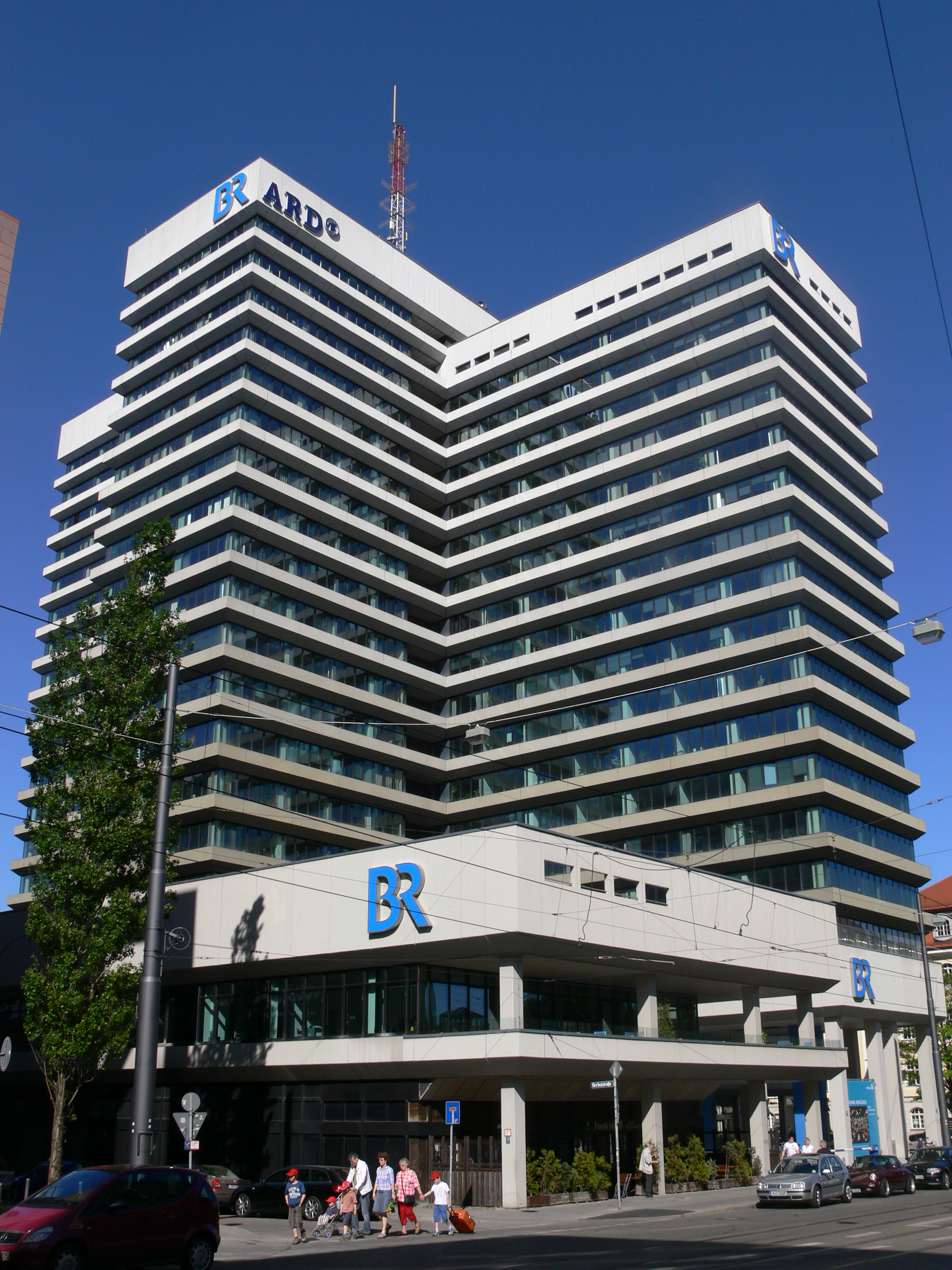
Gebouw van de Bayerischer Rundfunk (BR), München

Logo van WDR Fernsehen, 2018

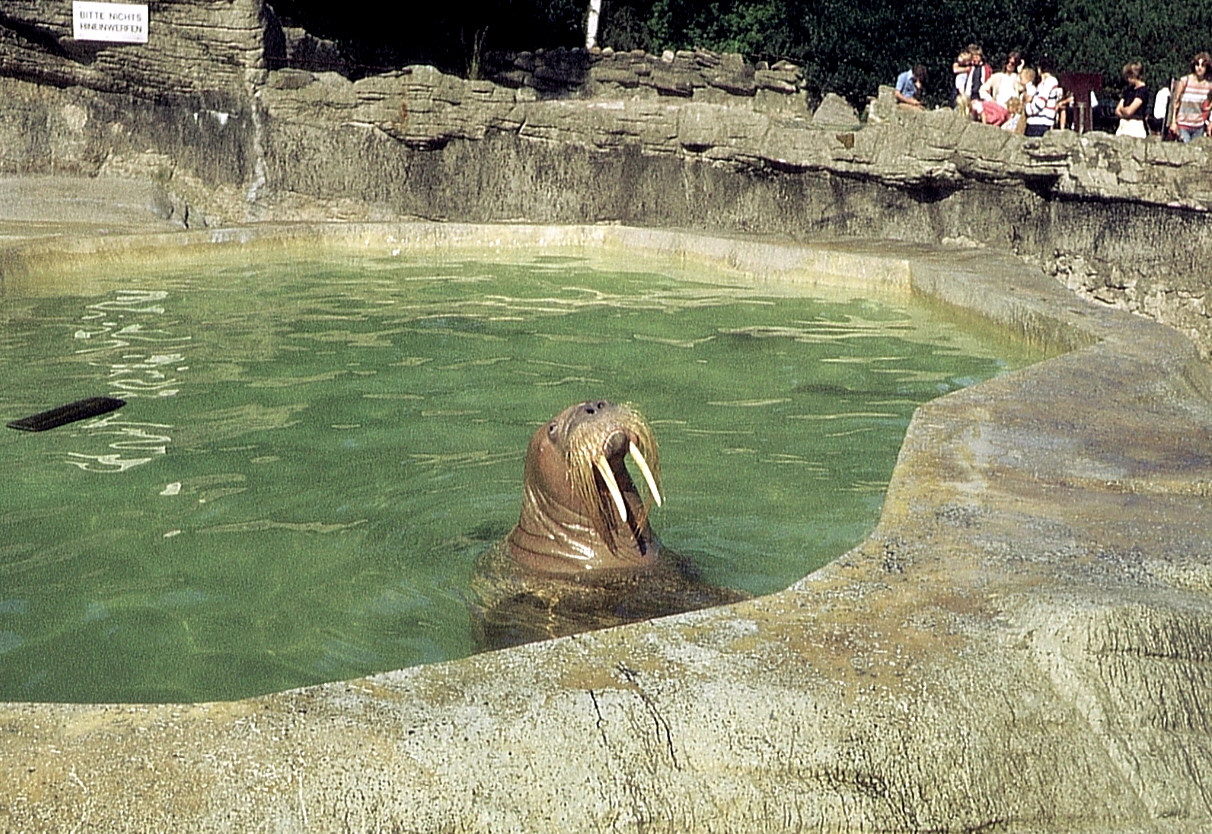
Walros Antje in de Hamburgse dierentuin Hagenbeck, 1982. Antje was de mascotte van de NDR

Met Duitsland 3 wordt in Nederland een regionaal televisiekanaal aangeduid, na Duitsland 1 (Das Erste) en Duitsland 2 (ZDF). In Duitsland zelf zijn deze uitdrukkingen onbekend, maar Duitsland 3 komt overeen met wat in Duitsland die dritten Fernsehprogramme wordt genoemd. Het gaat dan om een van de negen regionale zenders van de openbare omroepen die in de ARD samenwerken. Deze Landesrundfunkanstalten zenden zowel radio als tv uit.
In Nederland wordt meestal die zender gekozen die aan de andere kant van de grens wordt uitgezonden, namelijk NDR (onder meer Nedersaksen) of WDR (Noordrijn-Westfalen).

## Geschiedenis
Na de Tweede Wereldoorlog hebben de bezetters in de vier bezettingszones regionale radiozenders opgericht. Die zenders bestaan nog, deels in een andere formatie, en werken sinds 1950 samen in de Arbeitsgemeinschaft der öffentlich-rechtlichen Rundfunkanstalten der Bundesrepublik Deutschland (ARD). Sinds 1952/1954 zenden ze regelmatig het Deutsches Fernsehen, later Das Erste uit. Dit heet in Nederland Duitsland 1. Programma's op Das Erste worden normaliter door de regionale zenders geproduceerd. Dan kwam in 1963 het Zweites Deutsches Fernsehen erbij dat gebaseerd is op een speciaal verdrag van de Bondsrepubliek met de deelstaten.
De regionale zenders begonnen in de jaren 1960 met eigen televisiezenders; de Bayerischer Rundfunk was op 22 september 1964 de eerste. Dit zijn de dritten Programme of kort die Dritten. Een Duitser kon vroeger meestal alleen die regionale zender ontvangen van het gebied waarin hij woonde, later met kabeltelevisie ook de andere.

## Inhoud
De regionale zenders zijn reclamevrij. Ze hebben veel aandacht voor regionaal nieuws en actualiteiten, ook voor educatieve programma's. Het school-TV wordt alleen door de regionale zenders geproduceerd. Sommige programma's hebben een bovenregionale uitstraling. Als ze populair blijken te zijn maken ze kans dat ze later door de ARD worden uitgezonden.
Voor het nieuws hebben de regionale zenders gedeeltelijk weer lokale programma's. De WDR heeft bijvoorbeeld niet alleen zijn regionaal nieuws voor geheel NRW (Aktuelle Stunde en WDR aktuell uit Düsseldorf) maar ook elf Lokalzeit …: aus Düsseldorf, Ruhr (Essen), OWL (Bielefeld), Münsterland (Münster), aus Bonn, aus Dortmund, aus Duisburg, aus Köln (Keulen), aus Aachen (Aken), Südwestfalen (Siegen) en Bergisches Land (Wuppertal). Het Regionalstudio Düsseldorf heeft een bovenregionale status omdat Düsseldorf de hoofdstad van de deelstaat NRW is.

## Zenders

Landesrundfunkanstalten

De verdeling van de Landesrundfunkanstalten over Duitsland laat gedeeltelijk nog de oude opdeling in bezettingszone zien. Zo staat Radio Bremen los van de NDR, omdat Bremen tot de Amerikaanse zone hoorde en niet bij de Britse. Tot een fusie van 1998 hoorde Rijnland-Palts samen met het zuiden van Baden-Württemberg (Franse zone) tot het gebied van de SWF, en het noordelijk gedeelte van Baden-Württemberg (Amerikaanse zone) tot de SDR.
| Televisiezender | Omroep                      | Opmerkingen |
| --------------- | --------------------------- | --- |
| BR Fernsehen    | Bayerischer Rundfunk        | Opdeling tussen Franken en Zwaben/Oud-Beieren. Daarnaast een tweede zender genaamd BR-alpha                                            |
| hr-fernsehen    | Hessischer Rundfunk         | geen regionale vensters |
| MDR Fernsehen   | Mitteldeutscher Rundfunk    | Op gezette tijden regionale vensters voor de drie deelstaten                                                                           |
| NDR Fernsehen   | Norddeutscher Rundfunk      | Op gezette tijden regionale vensters voor de vier deelstaten                                                                           |
| Radio Bremen TV | Radio Bremen                | Met uitzondering van regionale programma's identiek aan NDR Fernsehen                                                                  |
| rbb Fernsehen   | Rundfunk Berlin-Brandenburg | Op gezette tijden regionale vensters voor Berlijn en Brandenburg                                                                       |
| SR Fernsehen    | Saarländischer Rundfunk     | Gemeenschappelijk mantelprogramma in coöperatie met SWR Fernsehen                                                                      |
| SWR Fernsehen   | Südwestrundfunk             | Op gezette tijden regionale vensters voor de twee deelstaten van het gemeenschappelijke mantelprogramma in coöperatie met SR Fernsehen |
| WDR Fernsehen   | Westdeutscher Rundfunk      | Op gezette tijden regionale vensters voor 11 verschillende regio's binnen de deelstaat Noordrijn-Westfalen                             |